# Ołeksandr Karawajew
Ołeksandr Ołeksandrowycz Karawajew, ukr. Олександр Олександрович Караваєв (ur. 2 czerwca 1992 w Chersoniu) – ukraiński piłkarz, grający na pozycji prawego obrońcy lub pomocnika, a wcześniej napastnika.

## Kariera piłkarska

### Kariera klubowa
Wychowanek klubów Oswita Chersoń i Szachtar Donieck, barwy których bronił w juniorskich mistrzostwach Ukrainy (DJuFL). W 2009 rozpoczął karierę piłkarską w trzeciej drużynie Szachtara Donieck. 29 lutego 2012 został wypożyczony do FK Sewastopol. W czerwcu 2014 został wypożyczony tym razem do Zorii Ługańsk. 31 grudnia 2016 został wypożyczony do tureckiego Fenerbahçe SK. Po zakończeniu sezonu 2016/17 wrócił do Szachtara. 24 sierpnia 2017 Zoria Ługańsk wykupiła transfer piłkarza. 27 czerwca 2019 podpisał kontrakt z Dynamem Kijów.

### Kariera reprezentacyjna
Od 2007 występował w juniorskich reprezentacjach Ukrainy różnych kategorii wiekowych. Od 2011 bronił barw młodzieżowej reprezentacji Ukrainy. 9 października 2015 roku debiutował w narodowej reprezentacji Ukrainy.

## Sukcesy i odznaczenia

### Sukcesy klubowe
FK Sewastopol
- mistrz Ukraińskiej Pierwszej Ligi: 2012/13
- brązowy medalista Ukraińskiej Pierwszej Ligi: 2011/12

Zoria Ługańsk
- wicemistrz Ukrainy: 2015/16